# Nordiska museet

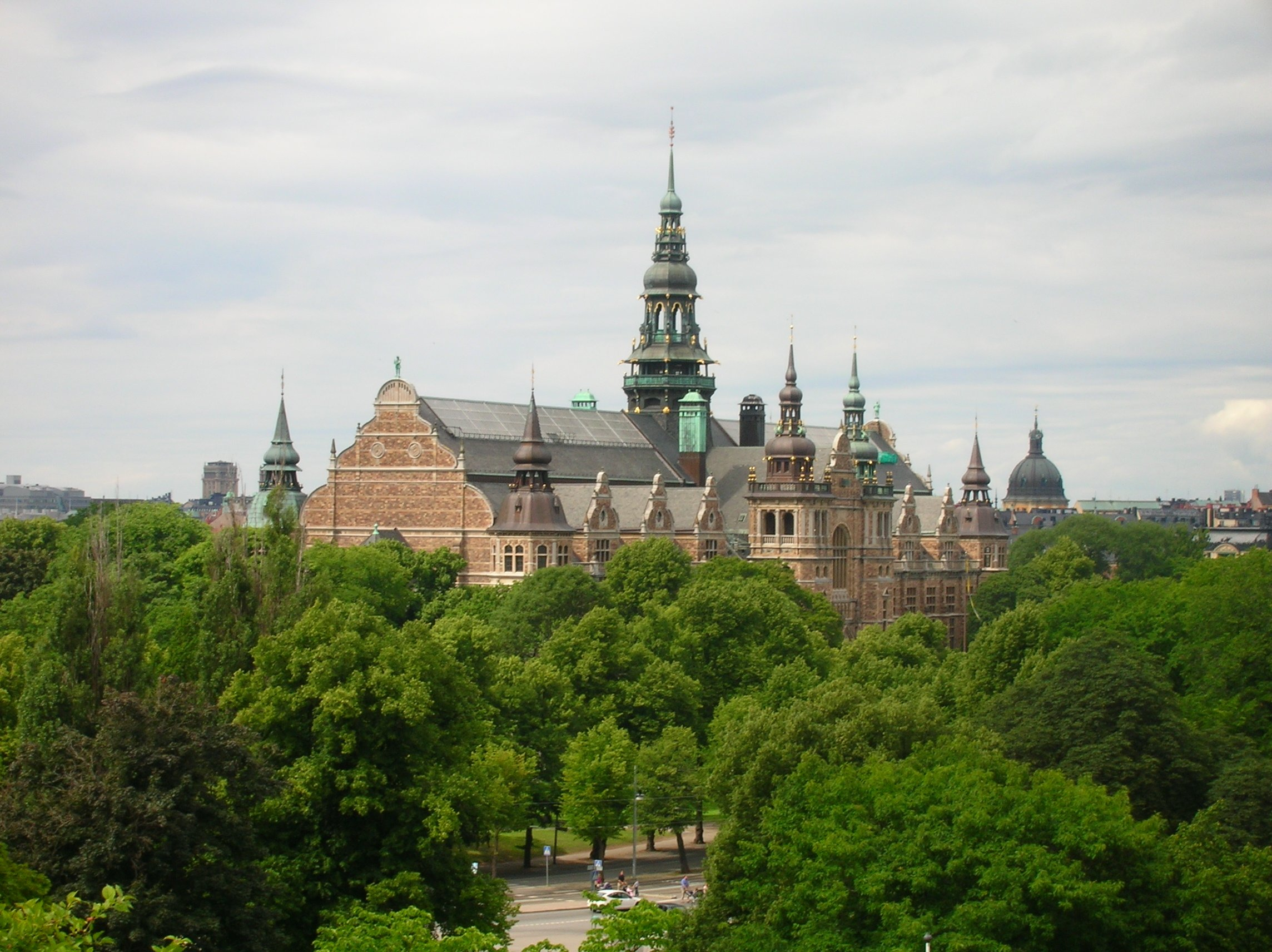
Het Nordiska museet, vanaf Skansen

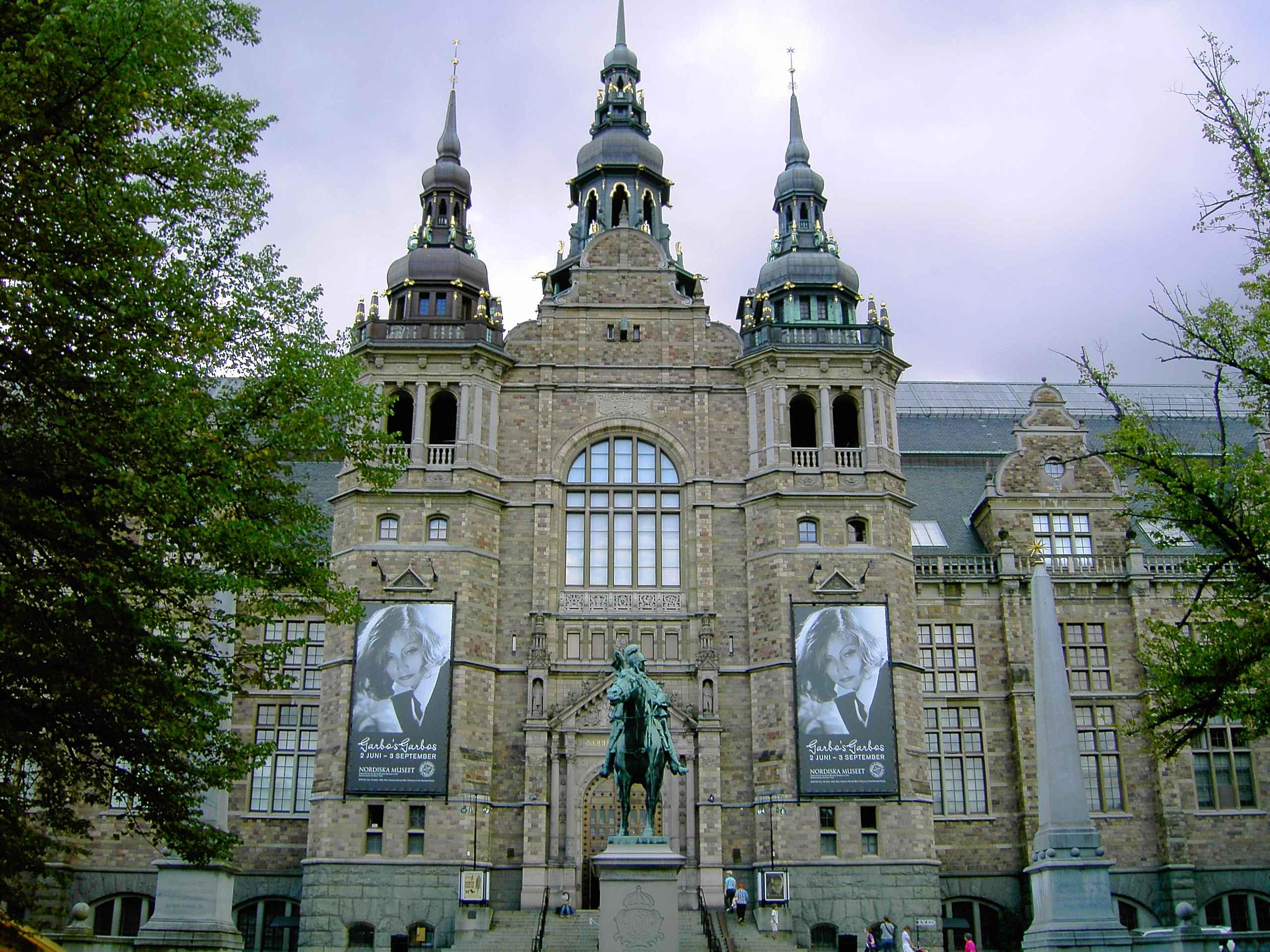
De hoofdingang van het museum

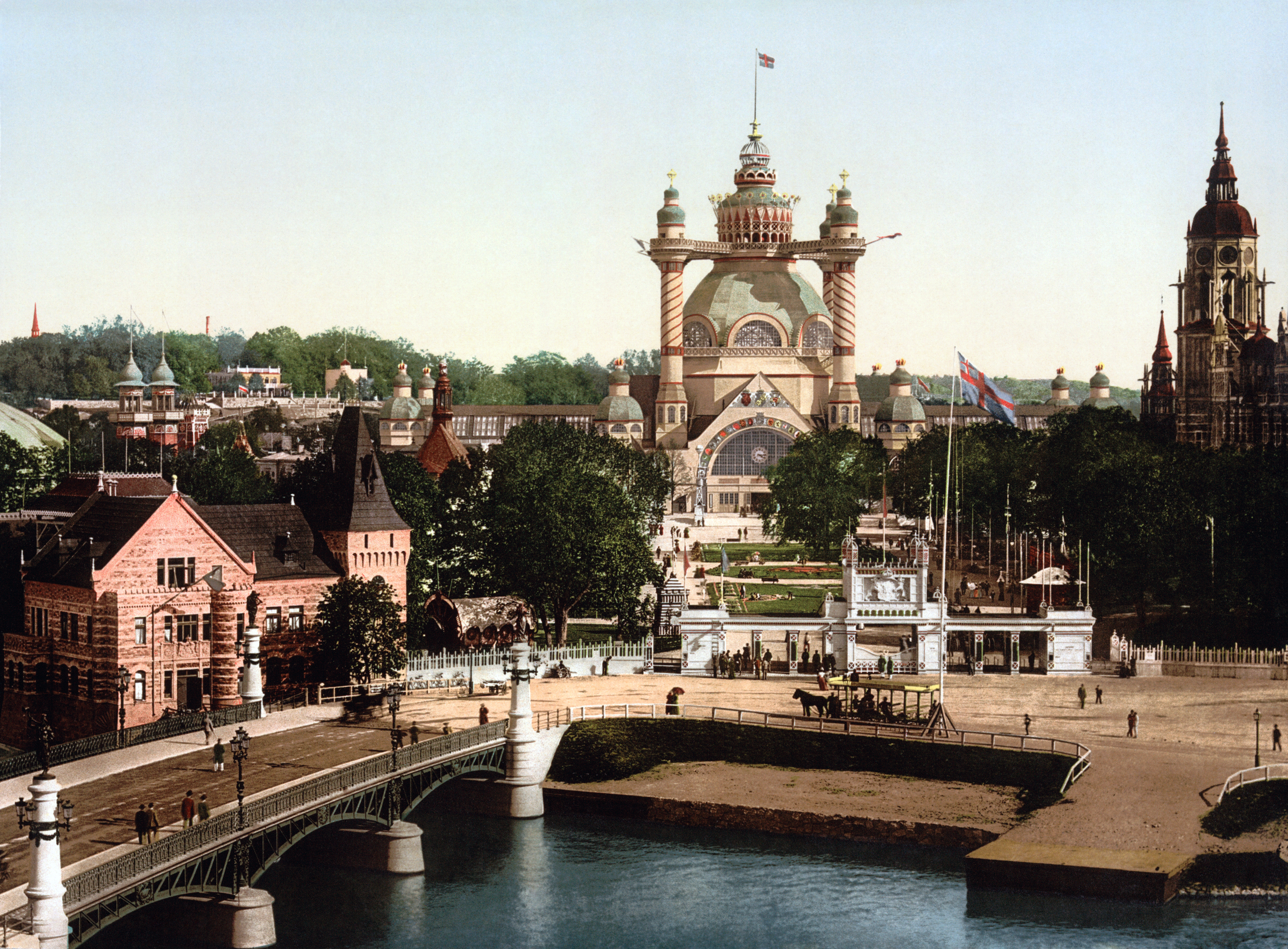
Fotochroom uit 1897 met zicht op de tentoonstellingshal en het Nordiska museet

Het Nordiska museet (Noords museum) is een bekend museum op Djurgården in Stockholm. In het museum is de cultuurgeschiedenis en verschillende bevolkingsgroepen van Zweden te zien, vanaf de Nieuwe tijd tot nu. Het museum is opgezet door Artur Hazelius, die ook Skansen heeft opgezet. Toen het museum in 1873 werd geopend, heette het Skandinavisk-etnografiska samlingen (Scandinavisch-etnografische verzameling) en in 1880 kreeg het de tegenwoordige naam. In het museum zijn allerlei cultuurobjecten uit heel Scandinavië te vinden (kleding, meubels, speelgoed enz.).
Het museum is een bekende toeristische trekpleister in Stockholm, mede door de opvallende architectuur in renaissancestijl.